# 上歩駅
上歩駅（じょうほえき）は、中華人民共和国広東省広州市白雲区に位置する広州地下鉄8号線の駅である。

## 歴史
- 2020年11月26日：開業[1]。

## 駅周辺
- 広州医科大学附属中医医院（中国語版）

## 隣の駅
広州地下鉄
■ 8号線
聚龍駅 - 上歩駅 - 同徳駅